# Гломб, Гюнтер
Гюнтер Гломб (нем. Günther Glomb; 17 августа 1930 — 13 августа 2015 Бад-Зауэрбрунн, Австрия) — немецкий футболист и тренер.

## Биография
В качестве игрока выступал на позиции нападающего. Восемь сезонов Гломб выступал в составе «Нюрнберга». Провел один матч за вторую сборную Германии.
В качестве тренера Гломб работал с немецкими коллективами, а также долгое время возглавлял сборную Таиланда. Под его руководством национальная команда принимала участие в Олимпийских играх 1968 года в Мехико и в 1972 году завоевывала бронзу на домашнем Кубке Азии (наивысшее достижение в истории «боевых слонов»)

## Достижения
- Бронзовый призер Кубка Азии (1): 1972.